# Huánuco
Huánuco este un oraș din Peru.